# Ромашевский, Збигнев
Збигнев Ян Ромашевский (пол. Zbigniew Jan Romaszewski; 2 января 1940, Варшава — 13 февраля 2014) — польский политик, диссидент и правозащитник, физик по специальности.

## Биография
В 1944 г. после Варшавского восстания мать с маленьким Збигневом была отправлена в концлагерь Гросс-Розен, отец умер в концлагере.
В 1964 г. окончил физический факультет Варшавского университета, работал в институте физики Польской академии наук, в 1980 г. получил степень доктора наук.
В 1977 г. после протестов рабочих против повышения цен и последовавших за ними репрессий Ромашевский стал одним из основателей Комитета защиты рабочих (KOR). В 1979 г. он приезжал в Москву для встречи с А. Д. Сахаровым, совместно с которым выступил с заявлениями в защиту арестованных, а также предпринял попытку подготовить совместное с Сахаровым выступление о Катынском расстреле.
В 1980 г. Ромашевский основал Польский хельсинский комитет, в 1980-81 годах был главой Комиссии интервенции и соблюдения законности «Солидарности».
После введения военного положения в декабре 1981 г. организовал подпольное «Радио Солидарность». Сыграл видную роль в организации массовых протестов в мае 1982 года. Вместе со Збигневом Буяком и Виктором Кулерским состоял в Региональной исполнительной комиссии подпольной «Солидарности» Варшавы. В 1982 был арестован и находился в заключении до 1984 г. Подпольная «Солидарность» выпустила в 1984 году серию почтовых марок с изображениями политзаключённых, в том числе Збигнева Ромашевского.
В 1988 г. принял участие в организации международной конференции по правам человека в Новой Гуте. В 1991 г. принял участие в международной правозащитной конференции в Ленинграде.
В 1989 г. был избран в Сенат и затем неоднократно переизбирался, в последний раз в 2007 г. по списку партии «Право и справедливость». В 2007—2011 гг. являлся вице-маршалом Сената.
Умер 13 февраля 2014 года. Похоронен на кладбище «Воинские Повонзки».

## Награды
- Орден Белого орла (9 ноября 2011 года)
- Кавалер ордена Возрождения Польши (11 ноября 1990 года)
- Командор ордена «За заслуги перед Литвой» (14 июня 2007 года, Литва)[2]
- Большой крест ордена Заслуг (2008 год, Португалия)